# Jesus Hortal
Jesus Hortal Sánchez SJ (Figueras, 14 de fevereiro de 1927) é um padre  católico, religioso da Companhia de Jesus.

## Biografia
Nasceu em Figueras, província de Gerona, Espanha, filho de Gabriel Hortal Aparicio e Luisa Sánchez Reyes.
Ingressou no Noviciado da Companhia de Jesus em Salamanca, em 1950, concluindo sua formação no Brasil. Foi ordenado sacerdote no dia 7 de dezembro de 1961, em São Leopoldo, Rio Grande do Sul, pelas mãos de Dom Vicente Scherer.
É doutor em Filosofia e em Direito Canônico. Lecionou na Universidade Católica de Goiás, no Colégio Cristo Rei (Faculdade de Teologia) de São Leopoldo, Rio Grande do Sul, na Unisinos, da mesma cidade, e na Pontifícia Universidade Católica do Rio Grande do Sul. Na Pontifícia Universidade Católica do Rio de Janeiro desempenhou os cargos de diretor do Departamento de Teologia, vice-reitor acadêmico e reitor no período de 1995 a 2010. Em novembro de 2011, foi escolhido para ser reitor da Universidade Católica de Petrópolis, no mesmo Estado.
Jesus Hortal, fez doutorado em Roma e, na Universidade Gregoriana, trabalhou na tradução para o português do Código de Direito Canônico, acrescentando-lhe notas e comentários. Autor de numerosos livros e artigos sobretudo nas áreas de Direito Canônico e ecumenismo. Foi membro do Conselho da FAPERJ e do Conselho Estadual de Educação do Estado do Rio de Janeiro. Foi também consultor da Comissão para as Relações Religiosas com o Judaísmo.
Atualmente, padre Hortal exerce na Arquidiocese de São Sebastião do Rio de Janeiro o ofício de Pároco da Paróquia Pessoal São Bonifácio, para os fiéis de língua alemã, e Representante no Diálogo Cristão Judaico.

## Títulos e condecorações
Possui numerosas condecorações brasileiras e espanholas, entre elas:
- Medalha do Pacificador, concedida pelo Exército Brasileiro[4].
- Título de “Personalidade Educacional 2000”, conferido pela ABI e a ABE.[4]
- Medalha Comemorativa dos 50 anos da UERJ.[4]
- Medalha Rui Barbosa, outorgada pelo Tribunal de Contas do Estado do Rio de Janeiro.[4]
- Comendador de Número da Ordem de Isabel a Católica.[5]
- Grã-Cruz da Ordem de Afonso X, o Sábio.[6]
- Doutor Honoris Causa, concedido pela Pontifícia Universidade Católica do Paraná[7].